# Riccardo Bernardi
Riccardo Bernardi (* 22. Januar 2000) ist ein italienischer Skilangläufer.

## Werdegang
Bernardi nahm von 2016 bis 2020 an U18 und U20-Rennen im Alpencup teil und kam dabei in der Saison 2019/20 auf den sechsten Platz in der U20-Gesamtwertung. Bei den Junioren-Skiweltmeisterschaften 2019 in Lahti belegte er den 57. Platz über 10 km Freistil, den 47. Rang im 30-km-Massenstartennen sowie den 38. Platz im Sprint und bei den Junioren-Skiweltmeisterschaften 2020 in Oberwiesenthal den 31. Platz im Sprint. In der Saison 2021/22 startete er in St. Ulrich am Pillersee erstmals im Alpencup, wobei er den 50. Platz über 15 km klassisch und den 17. Platz im Sprint errang. In der Saison 2022/23 wurde er bei den U23-Weltmeisterschaften 2023 in Whistler Achter im Sprint und erreichte in Toblach mit dem dritten Platz im Sprint seine erste Podestplatzierung im Alpenbcup. Sein Debüt im Skilanglauf-Weltcup gab er im Januar 2024 in Goms, wobei er mit dem 16. Platz im Sprint seine ersten Weltcuppunkte erringen konnte.